# Cariocroïta
La cariocroïta és un mineral de la classe dels silicats. Rep el nom del grec κάρυον, avellana, i χρώσις, colorant, en referència al seu color.

## Característiques
La cariocroïta és un silicat de fórmula química (Na,Sr)₃(Fe3+,Mg)10[Ti₂Si₁₂O37] ·(H₂O,O,OH)17. Va ser aprovada com a espècie vàlida per l'Associació Mineralògica Internacional l'any 2005. Cristal·litza en el sistema monoclínic. La seva duresa a l'escala de Mohs és 2,5.
Segons la classificació de Nickel-Strunz, la cariocroïta pertany a «09.HA - Silicats sense classificar, amb alcalins i elements terra-alcalins» juntament amb els següents minerals: ertixiïtakenyaïta, wawayandaïta, magbasita, afanasyevaïta, igumnovita, rudenkoïta, foshallasita, nagelschmidtita, juanita, tacharanita, oyelita, denisovita i tiettaïta.

## Formació i jaciments
Va ser descoberta a la mina Umbozero, situada al mont Al·luaiv, dins el massís de Lovozero (óblast de Múrmansk, Rússia). Es tracta de l'únic indret de tot el planeta on ha estat descrita aquesta espècie mineral.